# Willem Jacobsz. Coster
Willem Jacobszn. Coster (Akersloot, 1590 – Ceylon, 21 augustus 1640) was de eerste gouverneur van Ceylon (Sri Lanka) namens de VOC.
Coster trad niet lang voor 1624 in dienst van de VOC. In dat jaar voer hij als schipper naar Perzië, en kwam in 1626 weer terug. In 1627 vertrok hij weer. In 1629/1630 was hij schipper op de Brouwershaven in een vloot van Batavia naar Suratte en Gamron. Vandaar werd een lading zijde meegenomen, en ook de ambassadeur namens de Staten-Generaal naar het hof van de sjah van Perzië Jan Smidt reisde mee terug naar Batavia. Van 1630-1634 was hij commandeur van verschillende eskaders in Azië en kwam als vice-commandeur van de retourvloot weer terug. In mei 1636 voer hij vanuit Texel als commandeur van een vloot van 16 schepen op het schip "Zutphen" van de Kamer van Amsterdam weer naar Batavia. In 1637 was hij commandeur in de vloot van Antonie van Diemen naar de Molukken, waarbij onder andere in januari de smokkelaarsvesting Luciella (het huidige Lesiela) aan de zuidkust van Ceram werd veroverd. Coster werd hier korte tijd commandant van het fort, met een garnizoen van 400 man.
In augustus 1637 vertrok hij als vice-admiraal van de vloot van Adam Westerwoldt naar Goa voor de jaarlijkse blokkade van die stad. In januari 1638 versloeg deze vloot een Portugese vloot van zes galjoenen die probeerden uit te varen.

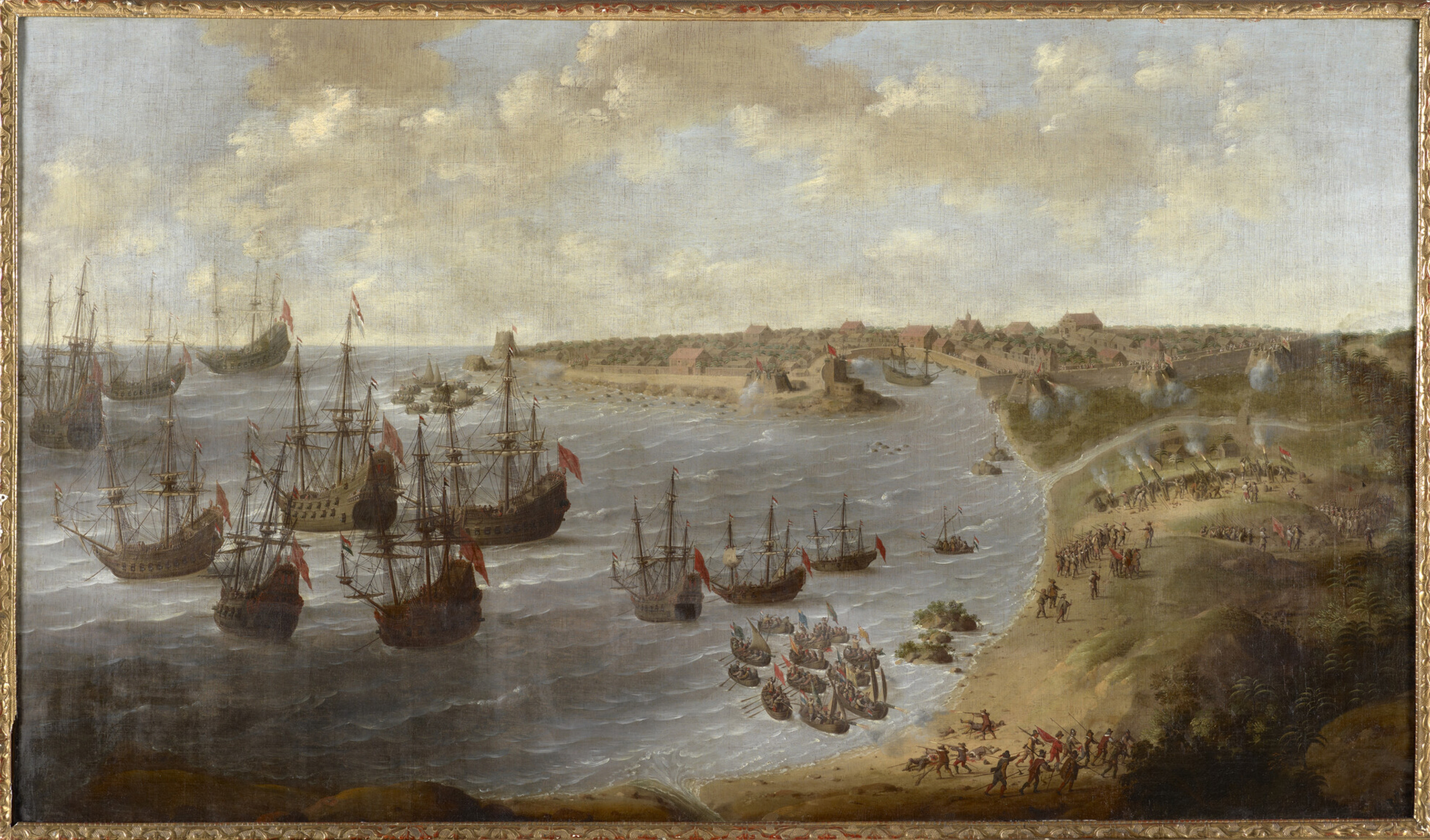
Het beleg van Galle in 1640.

Na een verzoek van koning Raja Singha II van Kandy aan de VOC om de Portugezen uit zijn land te verjagen stuurde Westerwoldt Coster met drie schepen vooruit naar Ceylon, met een positief antwoord voor Raja Singha. Op 3 april arriveerde hij in Trincomalee, en vervolgens in Batticaloa, waar hij wachtte op admiraal Westerwoldt, die in mei arriveerde met een vloot van nog eens 5 schepen en 800 man. Op 10 mei 1638 ging men de strijd aan om fort Batticaloa en versloeg op 18 mei de aldaar aanwezige Portugezen. Coster werd benoemd tot commandant van het fort met een garnizoen van 100 Hollandse soldaten.

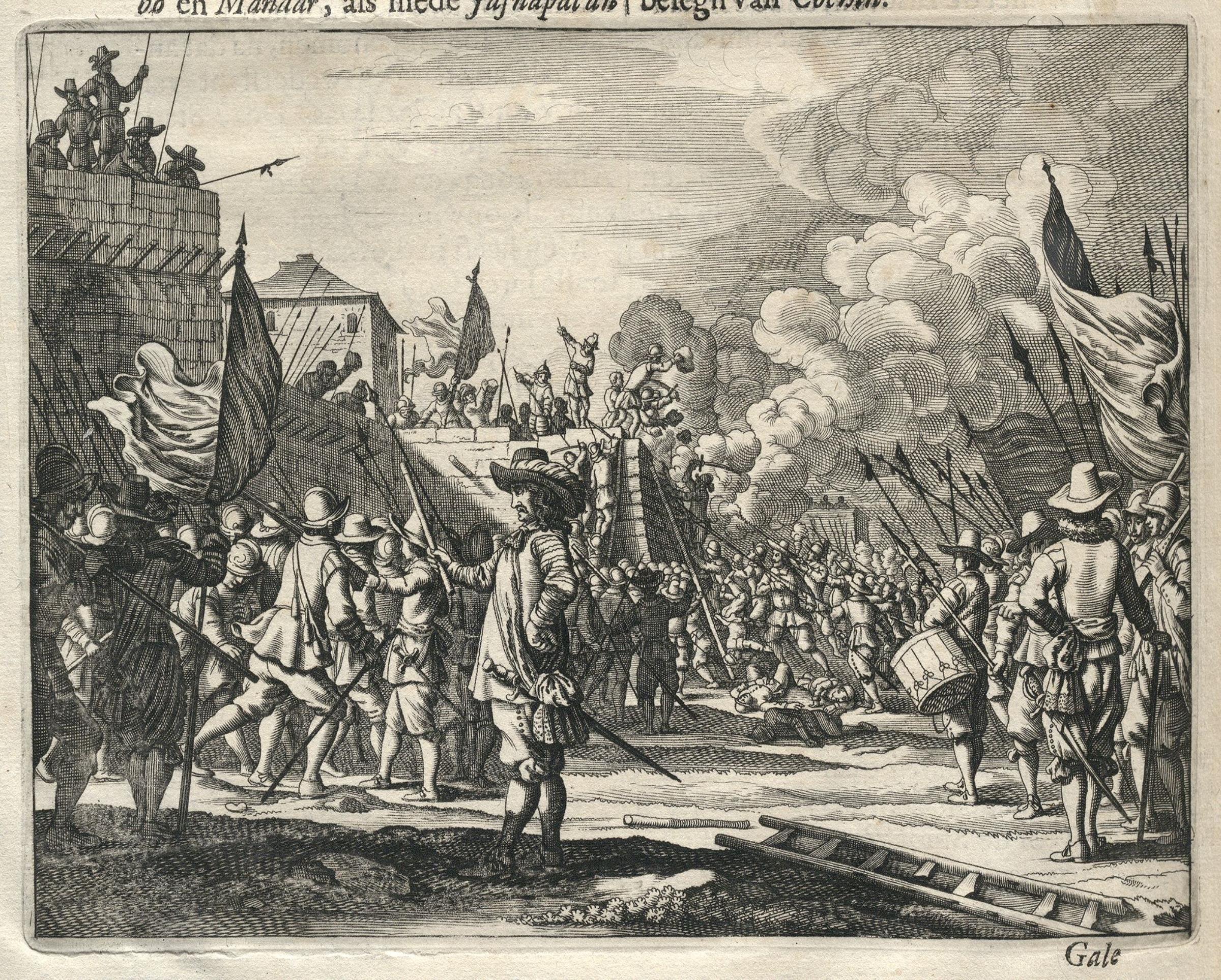
Punto Gale (Galle), ingenomen door Willem Jacobsz. Coster.

Ook werd er een verdrag met Raja Singha gesloten, getekend door de koning, Westerwoldt en Coster, waarin de VOC beloofde de koning te helpen de Portugezen te verdrijven en daarvoor het monopolie op de handel in kaneel kreeg. Veroverde forten zouden door de VOC bemand worden om Ceylon te beschermen tegen een terugkeer van de Portugezen. Benodigde verbeteringen zouden door de koning betaald worden. Over dit verdrag zou nog veel te doen zijn in de latere geschiedenis van de VOC op Ceylon. Niet duidelijk was in hoeverre de koning het recht had om de forten terug te vorderen om te laten afbreken als hij dat wilde. Vooral in het geval hij zelf niet aan zijn verplichtingen voldeed.
In 1639 arriveerde een nieuwe vloot onder Antonie Caan. Samen met het garnizoen van fort Batticaloa onder Willem Coster werd het ten noorden daarvan gelegen Fort Trincomalee veroverd. Beide forten werden later aan Raja Singha overhandigd en afgebroken. Trincomalee in 1640 en Batticaloa in 1643.

In 1640 was Coster vice-commandeur op een vloot van Philip Lucasz, directeur-generaal in de Raad van Indië, die Negombo aan de westkust veroverde. Lucasz werd ziek en ging terug naar Batavia (en stierf onderweg), waarna Coster het commando overnam en verder voer naar Galle op de zuidwestelijke punt van Ceylon.

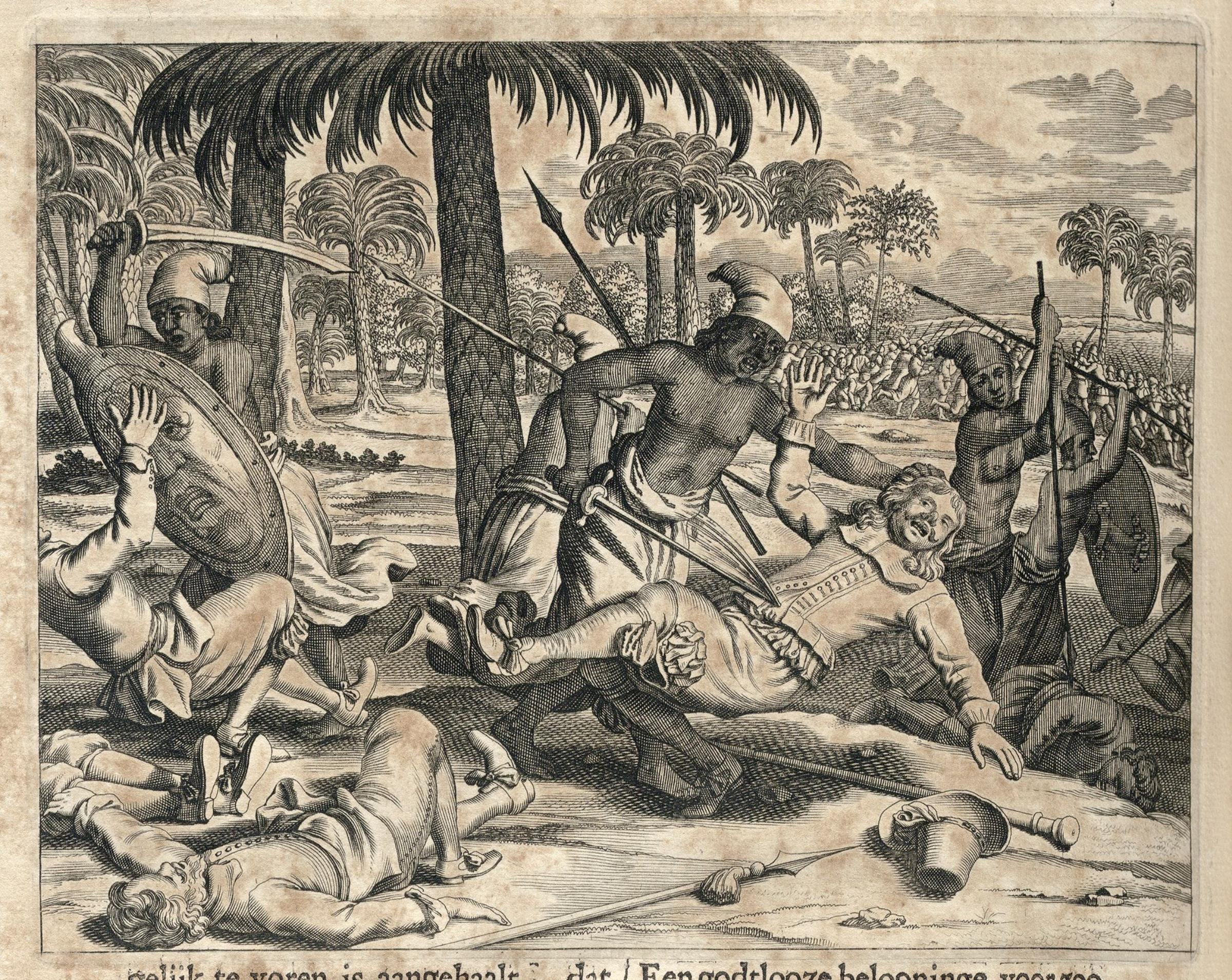
De moord op Willem Jacobsz. Coster, 1640

Op 13 maart 1640 versloeg hij met een leger van tweeduizend soldaten de Portugezen in Galle, en nam bezit van het fort, waarna hij werd aangesteld als commandant van Galle. Hoewel Colombo nog niet veroverd was werd hij ook aangesteld als eerste Nederlandse gouverneur van Ceylon. Lang is hij het niet geweest. In augustus reisde hij naar Kandy voor onderhandelingen met Raja Singha, die weigerde bij te dragen aan de oorlogskosten, maar dit ontaardde in ruzie. Op weg naar Batticaloa werd Coster met een aantal metgezellen in het dorp Nilgala door hun escorte vermoord. In Fort Galle werd later ter ere van hem een nieuw bastion naar zijn geboorteplaats Akersloot genoemd.
De vrouw van Coster was een van de eerste Nederlandse vrouwen die op Ceylon arriveerde, in november 1640. Zij wist niet dat haar man inmiddels was overleden en keerde terug naar Batavia.
Coster werd opgevolgd door Jan Thijssen Payaart, daarvoor commandant van fort Batticaloa.